# Dave Butz
David Roy „Dave“ Butz (* 23. Juni 1950 in La Fayette, Alabama; † 4. November 2022) war ein US-amerikanischer American-Football-Spieler. Er spielte als Defensive End und Defensive Tackle in der National Football League (NFL) bei den St. Louis Cardinals und den Washington Redskins.

## Jugend/Familie
Der auf einer Rinder- und Hühnerfarm im Chambers County geborene Dave Butz besuchte in Park Ridge die Highschool, nachdem seine Familie nach Illinois umgezogen war. Auf der Schule spielte er American Football und Basketball, ferner war er als Diskuswerfer aktiv. In dieser Disziplin hielt er 13 Jahre lang den Staatsrekord von Illinois. Als High-School-Footballspieler wurde er dreimal zum All American gewählt. Erst auf der Highschool wurde entdeckt, dass Butz an Legasthenie litt. Die Lese-Rechtschreib-Störung konnte erfolgreich therapiert werden und er erhielt nach seinem Schulabschluss im Jahr 1969 insgesamt 132 Stipendien angeboten. Dave Butz war der Neffe von Earl Butz, der von 1971 bis 1976 Landwirtschaftsminister der Vereinigten Staaten war.

## Spielerlaufbahn

### Collegekarriere
Dave Butz entschloss sich zu einem Sportstudium an der Purdue University, wo sein Onkel Earl als Professor tätig war. Von 1970 bis 1972 spielte er für die Purdue Boilersmakers, das Footballteam seines Colleges, als Defensive Tackle. Im Jahr 1972 wurde er zum All-American gewählt. In allen drei Studienjahren wurde er aufgrund seiner sportlichen Leistungen von seinem College ausgezeichnet.

### Profikarriere
Dave Butz schloss sein Studium im Jahr 1973 erfolgreich und wurde in diesem Jahr von den St. Louis Cardinals in der ersten Runde an fünfter Stelle gedraftet. Der Head Coach der Cardinals, Don Coryell, setzte Butz in dessen Rookiejahr in der Defense der Mannschaft zunächst als Defensive End ein. In seinem zweiten Spieljahr wechselte Butz auf die Position eines Defensive Tackles. Im Jahr 1974 gelang es Butz sich mit den Cardinals für die Play-offs zu qualifizieren. Die Mannschaft scheiterte aber im Divisional-Play-off-Spiel an den Minnesota Vikings mit 30:14.
Das Verhältnis von Dave Butz zu Charles Bidwill, dem Teambesitzer der Cardinals, war schwierig. Er wurde daraufhin von den Cardinals an die Washington Redskins abgegeben, die sein Jahressalär sofort deutlich erhöhten. Butz spielte danach 14 Jahre lang für die Mannschaft aus Washington, D.C. 1981 übernahm Joe Gibbs das Traineramt bei den Redskins. Gibbs formte aus dem Team eine Spitzenmannschaft. 1982 konnte Butz mit den Redskins in die Play-offs einziehen. Nach einem 31:17-Sieg über die Dallas Cowboys im NFC Championship Game konnten die Redskins im danach folgenden Super Bowl XVII die Miami Dolphins mit 27:17 besiegen. Butz gelang es in dem Spiel einen Fumble zu sichern.
Auch das Jahr 1983 verlief für Butz und die Redskins erfolgreich. Nach einer Bilanz von vierzehn Siegen bei zwei Niederlagen mussten sich im NFC Championship Game die San Francisco 49ers den Redskins mit 24:21 geschlagen geben. Butz verlor allerdings den Super Bowl XVIII gegen die Los Angeles Raiders mit 9:38. Im Jahr 1986 stand Butz mit den Redskins gegen die New York Giants erneut im NFC Championship Game. Es gelang ihm in dem Spiel den Quarterback der Giants, Phil Simms, hinter der Line of Scrimmage zu Fall zu bringen, an der 0:17-Niederlage seiner Mannschaft änderte dies jedoch nichts. 1987 konnte Dave Butz dann seinen zweiten Super Bowl gewinnen. Mit zwei Sacks an Quarterback Wade Wilson konnte er zum 17:10-Sieg seiner Mannschaft über die Minnesota Vikings im NFC Championship Game maßgeblich beitragen. Im folgenden Super Bowl XXII zeigte der Quarterback der Redskins Doug Williams eine sehr gute Leistung und führte sein Team zu einem ungefährdeten 42:10-Sieg über die Denver Broncos.
Dave Butz beendete nach der Saison 1988 seine Laufbahn. Bei beiden Super Bowl Siegen der Washington Redskins fungierte er als Mannschaftskapitän seines Teams.

## Nach der Spielerlaufbahn
Dave Butz arbeitete nach seiner Laufbahn in der Wirtschaft. Er war sozial engagiert und im Vorstand der National Rifle Association aktiv. Butz war verheiratet und Vater dreier Kinder. Er lebte mit seiner Familie in Belleville.

## Ehrungen
David Butz spielte im Jahr 1983 im Pro Bowl, dem Abschlussspiel der besten Spieler einer Saison. Er wurde dreimal zum All-Pro gewählt. Die Washington Redskins ehren ihn in ihrem Stadion, dem FedExField, auf dem Ring of Fame. Er befindet sich auf der Liste der 70 Greatest Redskins. Dave Butz ist Mitglied im NFL 1980s All-Decade Team und in der Purdue Intercollegiate Athletics Hall Of Fame.

## Quelle
- Taylor H. A. Bell, Dusty, Deek, and Mr. Do-Right: High School Football in Illinois, University of Illinois Press 2010, ISBN 9780252077319